# Universitatea Pierre-et-Marie-Curie
Universitatea Pierre-et-Marie-Curie (în franceză Université Pierre-et-Marie-Curie) a fost o universitate franceză creată la 1 ianuarie 1971. A dispărut la 1 ianuarie 2018 în favoarea Sorbonne Université în urma publicării în Jurnalul Oficial a decretului de creare a noii universități la 21 aprilie 2017.

## Profesori celebri
- Alain Connes, un matematician francez
- Paul-Gilbert Langevin, un muzicolog francez

## Absolvenți celebri
- Haim Brézis, un matematician francez de origine română
- Emmanuelle Charpentier, profesoară și cercetătoare franceză, specialistă în microbiologie, genetică și biochimie
- Ngô Bảo Châu, un matematician vietnamez și francez
- Taraneh Javanbakht, scriitoare, pictoriță, filozofă, om de știință, compozitoare, poetă și activistă pentru drepturile omului din Iran
- Maurice Taieb, a fost geolog și paleoantropolog francez de origine tunisiană
- Wendelin Werner, un matematician francez de origine germană